# Armand Van Helden
Armand Van Helden (ur. 16 lutego 1970 w Bostonie), amerykański muzyk house'owy i remikser.
Największe sukcesy osiągnął w 1996, remiksując piosenkę Tori Amos pt. "Professional Widow", która dotarła do szczytów brytyjskich list przebojów. W styczniu 1999 jego utwór "You Don't Know Me" zajął pierwsze miejsce w Wielkiej Brytanii.

## Życiorys
Van Helden urodził się w Bostonie; jego ojciec był pochodzenia holendersko-indonezyjskiego, a matka francusko-libańskiego. Dzieciństwo spędził w Holandii, Turcji i Włoszech. Jego ojciec był lotnikiem w armii amerykańskiej, więc często podróżował. Na 13 urodziny Armand kupił sobie automat perkusyjny.
Wtedy rozpoczęła się jego przygoda z muzyką.
Do Bostonu wrócił w 1988, tam też dorabiał grając w klubach oraz studiował techniki medialne i reżyserię dźwięku na Uniwersytecie Bostońskim. Po ukończeniu szkoły pracował jako dj w Loft’cie jednym z najpopularniejszych klubów w Bostonie. Za pieniądze tam zarobione kupił syntezator oraz sampler. Wtedy zaczął tworzyć swoje pierwsze utwory i wydał pierwszy singel – miks Deep Creed "Stay On My Mind" wydany przez Nervous Records. W 1994 Van Helden stworzył utwór "Witch Doctor", który po raz pierwszy podbił kluby.
Armand van Helden zasłynął w tamtych czasach jako doskonały remikser. Przeróbki "Spin Spin Sugar" Sneaker Pimps, "Sugar Is Sweeter" CJ Bollanda i przede wszystkim "Professional Widow" Tori Amos spowodowały, że stał się prawdziwą gwiazdą. Remiksował utwory największych muzycznych sław, między innymi: The Rolling Stones, Real McCoy, 2 Unlimited, Janet Jackson, Puff Daddy, The Prodigy.
W 1997 Van Helden stworzył swój autorski album pt. "Enter The Meat Market". Nie zdobył on uznania publiczności.
Kolejna płyta jednak okazała się hitem. W 1998 album "2 Future 4 U" oraz pochodzące z niego utwory "You Don't Know Me", "Flowers" i "Rock Da Spot" zawojowały europejski rynek klubowy.
Z następnym albumem "Killing Puritans" było podobnie. Największe hity to "Flyaway Love" i "Full Moon".
W 2004 Armand Van Helden wydał kolejny zestaw "New York: A Mix Odyssey". Z tego albumu pochodziły utwory takie jak "Hear my Name" czy hit "My My My". Rok później swoją premierę miała płyta "Nympho".

## Dyskografia
Albumy
- Old School Junkies: The Album (1996)
- Da Club Phenomena (1997)
- Live from ya Mother's House (1997)
- Enter the Meatmarket (1997)
- Greatest Hits (1997)
- 2 Future 4 U (1998 UK, 1999 US) #22 UK
- Armand van Helden's Nervous Tracks (1999)
- Killing Puritans (2000) #38 UK
- Gandhi Khan (2001)
- New York: A Mix Odyssey (2004)
- Nympho (2005)
- Ghettoblaster (2007)
- Extra Dimensional (2016)

## Największe przeboje
- 1997 "Professional Widow (It's Got To Be Big)" (remiks piosenki Tori Amos) #1 UK
- 1997 "The Funk Phenomena" #38 UK
- 1997 "Ultrafunkula" #46 UK
- 1999 "You Don't Know Me" (feat. Duane Harden) #1 UK, #11 CAN
- 1999 "Flowerz" (feat. Roland Clark) #18 UK
- 2000 "Koochy" #4 UK
- 2001 "Why Can't You Free Some Time" #34 UK
- 2001 "You Can't Change Me" (Roger Sanchez feat. Armand Van Helden & N'Dea Davenport) #25 UK
- 2004 "Hear My Name" #34 UK
- 2004 "My My My" #15 UK (Featuring a sample from Gary Wright's "Comin' Apart")
- 2005 "Into Your Eyes" #48 UK
- 2005 "When The Lights Go Down" #70 UK
- 2006 "Touch Your Toes" #93 AUS
- 2007 "NYC Beat" #22 UK, 36# AUS
- 2007 "I Want Your Soul" #19 UK, #2 UK Indie, #60 POL
- 2007 "Je T'aime" (featuring Nicole Roux)
- 2008 "Shake That Ass"
- 2010 Barbra Streisand (jako Duck Sauce)